# Simon Bridges

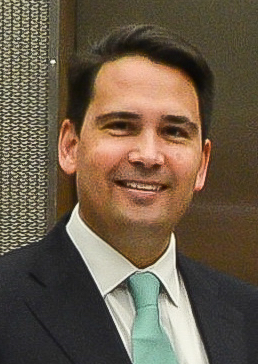
Simon Joseph Bridges
(2019)

Simon Joseph Bridges (* 12. Oktober 1976 in Auckland, Neuseeland), in der Öffentlichkeit als Simon Bridges bekannt, ist ein neuseeländischer Jurist und war bis 2022 Politiker der New Zealand National Party.

## Leben
Simon Joseph Bridges wurde am 21. Oktober 1976 als Sohn von Ngati Maniapoto in Auckland geboren. Dort besuchte er die Rutherford High School und studierte anschließend Jura an der University of Auckland, an der er mit einem Bachelor of Law abschloss.

## Berufliche Tätigkeit
Bridges arbeitete zunächst als Anwalt in der Kanzlei Kensington Swan und zog im Jahr 2001 nach Tauranga, wo er als Staatsanwalt arbeiten konnte. Von dort zog es ihn nach London an die London School of Economics. Anschließend ergänzte er in Oxford seine Qualifikation um einen Bachelor of Civil Law.

## Politik
Im November 2008 kandidierte Bridges für einen Sitz im New Zealand House of Representatives für den Wahlkreis Tauranga und gewann. Von Oktober 2014 bis Mai 2017 bekleidete er dort das Amt des stellvertretenden Leader of the House und übernahm danach für fünf Monate gänzlich die Rolle des Leaders. Im Februar 2018 übernahm er dann die Führung in seiner Partei und der Opposition im Parlament. Gut zwei Jahre später, im Mai 2020 verlor er die Führungsposition an seinen Konkurrenten Todd Muller. Bridges zog sich daraufhin nicht zurück, sondern blieb zunächst als Abgeordneter im Parlament. Zwei Jahre später zog er sich auch aus der aktuellen Politik zurück.

## Erneute berufliche Tätigkeit
Nach seinem Rückzug aus der Politik übernahm er die Position des Vorsitzenden in der New Zealand Transport Agency (NZTA) und in einem weiteren Unternehmen. Mit ein paar Freunden zusammen wurde er in ein paar kleinen kommerziellen Unternehmen tätig.

## Familie
Bridges heiratete seine Frau Natalie, die bereits ein Mitglied der National Party war.